# Ernst Eduard Taubert
Ernst Eduard Taubert (Regenwalde, Pomerània, 25 de setembre de 1838 - Berlín, 14 de juliol de 1934) fou un compositor i crític musical alemany.
Ensems que estudiava teologia fou deixeble d'Albert Dietrich i després de Friedrich Kiel, acabant per dedicar-se completament a la música. Establert a Berlín, fou professor del Conservatori Stern, on entre altres alumnes tingué en Hans von Vignau i, crític musical de la Post.
Entre les seves composicions figuren:
- un quartet per a instruments d'arc.
- Fest-Psalm, per a cor, orgue i orquestra.
- lieder, sobre texts de Goethe.
- Peces per a piano.